# Oskar Sverrisson
Oskar Tor Sverrisson (Hörby, 26 novembre 1992) è un calciatore svedese naturalizzato islandese, difensore del Varberg e della Nazionale islandese.

## Biografia
Sverrisson è nato in Svezia, da padre islandese.

## Carriera

### Club
Sverrisson ha giocato nelle giovanili dell'Hörby FF, per poi passare al Lund. Ha esordito in squadra il 15 aprile 2012, schierato titolare nella vittoria per 2-0 arrivata sul Qviding. Il 19 maggio ha realizzato il primo gol, nella vittoria per 2-3 sul campo del Norrby.
Il 7 febbraio 2015 è approdato ai norvegesi del Kvik Halden, militanti in 2. divisjon. Il 18 aprile successivo ha esordito con questa casacca, schierato titolare nel pareggio per 0-0 arrivato sul campo del Lørenskog.
Ad agosto 2015 ha fatto ritorno in Svezia, per giocare nel Dalkurd. Il 5 settembre ha quindi ricominciato a calcare i campi da calcio locali, venendo schierato titolare nella vittoria per 0-1 in casa dell'Akropolis.
Nel 2016 è stato in forza al Landskrona BoIS. L'anno seguente si è accordato con il Mjällby, dov'è rimasto per un biennio.
Nel 2019 si è trasferito all'Häcken, per cui ha esordito in Allsvenskan il 5 maggio: ha sostituito Godswill Ekpolo nella vittoria per 1-0 sul GIF Sundsvall. Il 25 luglio 2019 ha debuttato nelle competizioni europee per club, quando è stato titolare nel pareggio per 0-0 in casa dell'AZ Alkmaar, sfida valida per i turni preliminari dell'Europa League. La sua permanenza in giallonero è durata tre stagioni, durante le quali ha giocato complessivamente 29 partite di campionato, di cui 16 nel corso dell'Allsvenskan 2021 partendo però raramente da titolare.
Sverrisson è poi diventato ufficialmente un giocatore del Varberg nel gennaio 2022, all'apertura del calciomercato.

### Nazionale
L'8 gennaio 2020, Sverrisson è stato convocato dall'Islanda in vista delle sfide amichevoli contro Canada e El Salvador che si sarebbero tenute lo stesso mese negli Stati Uniti. Il 19 gennaio 2020 è stato quindi schierato titolare contro la selezione salvadoregna.

## Statistiche

### Presenze e reti nei club
Statistiche aggiornate al 16 agosto 2020.
| Stagione        | Squadra         | Campionato      | Campionato | Campionato | Coppe nazionali | Coppe nazionali | Coppe nazionali | Coppe continentali | Coppe continentali | Coppe continentali | Altre coppe | Altre coppe | Altre coppe | Totale | Totale | Totale |
| Stagione        | Squadra         | Comp            | Pres       | Reti       | Comp            | Pres            | Reti            | Comp               | Pres               | Reti               | Comp        | Pres        | Reti        | Pres   | Reti   |        |
| --------------- | --------------- | --------------- | ---------- | ---------- | --------------- | --------------- | --------------- | ------------------ | ------------------ | ------------------ | ----------- | ----------- | ----------- | ------ | ------ | ------ |
| 2012            | Lund            | D1              | 23+2       | 2+0        | CS              | ?               | ?               | -                  | -                  | -                  | -           | -           | -           | 25+    | 2+     |        |
| 2013            | Lund            | D1              | 20         | 0          | CS              | 2               | 0               | -                  | -                  | -                  | -           | -           | -           | 22     | 0      |        |
| 2014            | Lund            | D1              | 21         | 2          | CS              | ?               | ?               | -                  | -                  | -                  | -           | -           | -           | 21+    | 2+     |        |
| Totale Lund     | Totale Lund     | Totale Lund     | 64+2       | 4+0        |                 | 2+              | 0+              |                    | -                  | -                  |             | -           | -           | 68+    | 4+     |        |
| feb.-ago. 2015  | Kvik Halden     | 2D              | 10         | 0          | CN              | 4               | 0               | -                  | -                  | -                  | -           | -           | -           | 14     | 0      |        |
| ago.-dic. 2015  | Dalkurd         | D1              | 4          | 0          | CS              | 0               | 0               | -                  | -                  | -                  | -           | -           | -           | 4      | 0      |        |
| 2016            | Landskrona BoIS | D1              | 25         | 0          | CS              | 2               | 0               | -                  | -                  | -                  | -           | -           | -           | 27     | 0      |        |
| 2017            | Mjällby         | D1              | 26+2       | 6+0        | CS              | 0               | 0               | -                  | -                  | -                  | -           | -           | -           | 27     | 0      |        |
| 2018            | Mjällby         | D1              | 29         | 9          | CS              | 0               | 0               | -                  | -                  | -                  | -           | -           | -           | 29     | 9      |        |
| Totale Mjällby  | Totale Mjällby  | Totale Mjällby  | 55+2       | 15+0       |                 | 0               | 0               |                    | -                  | -                  |             | -           | -           | 57     | 15     |        |
| 2019            | Häcken          | A               | 6          | 0          | CS              | 1               | 0               | UEL                | 2                  | 0                  | -           | -           | -           | 9      | 0      |        |
| 2020            | Häcken          | A               | 1          | 0          | CS              | 2               | 0               | -                  | -                  | -                  | -           | -           | -           | 3      | 0      |        |
| Totale Häcken   | Totale Häcken   | Totale Häcken   | 7          | 0          |                 | 3               | 0               |                    | 2                  | 0                  |             | -           | -           | 12     | 0      |        |
| Totale carriera | Totale carriera | Totale carriera | 165+4      | 19+0       |                 | 9+              | 0+              |                    | 2                  | 0                  |             | -           | -           | 180+   | 19+    |        |